# Oganesson

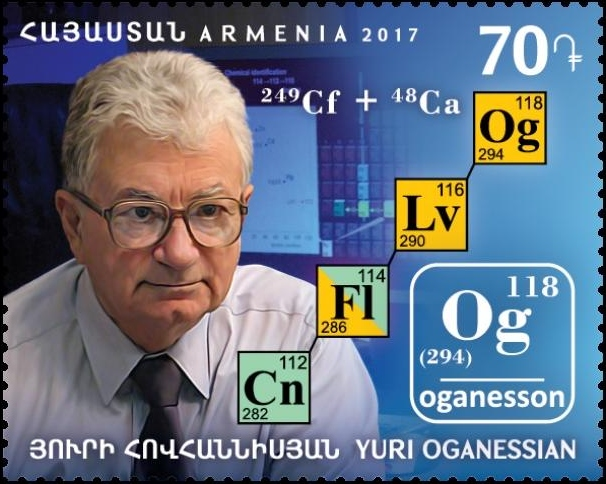
Juri Oganesjan und die Zerfallskette von ^{294}Og auf einer armenischen Briefmarke

Oganesson ist ein chemisches Element und weist Stand 2025 die höchste nachgewiesene Ordnungszahl 118 auf. Sein Elementsymbol ist Og. Es steht im Periodensystem der Elemente aufgrund seiner Ordnungszahl in der 18. IUPAC-Gruppe bzw. in der 8. Hauptgruppe und gehört damit formal zu den Edelgasen. Ob sich Oganesson wie ein Edelgas verhält, ist unbekannt. Möglicherweise sind seine chemischen Eigenschaften gar nicht definiert, weil die Atomkerne zerfallen, bevor sich eine Elektronenkonfiguration ausbildet. Sein Name leitet sich von seinem Mitentdecker Juri Oganesjan ab.
Im Periodensystem steht es hinter dem 117Tenness (2010 erstmals synthetisiert).

## Geschichte und Synthese

### Angebliche Erzeugung in Berkeley
Ein Bericht über die Erzeugung der Elemente 116 und 118 im Lawrence Berkeley National Laboratory wurde 1999 in der Fachzeitschrift Physical Review Letters veröffentlicht. Im folgenden Jahr wurde der Bericht zurückgezogen, da die beschriebenen Ergebnisse von anderen Wissenschaftlern nicht zu reproduzieren waren. Im Juni 2002 gab der Direktor der Berkeley Labs bekannt, dass die ursprüngliche Veröffentlichung auf höchstwahrscheinlich gefälschten Daten beruht habe. Der Mitarbeiter Victor Ninov wurde verdächtigt, Zerfalls-Messwerte manipuliert zu haben. Ninov erklärte dagegen die Messapparatur für fehlerhaft und bestand auf seiner Unschuld.

### Erzeugung in Dubna
Im Jahr 2006 wurde erneut die Erzeugung des Elements 118 bekanntgegeben. Einige Atome des Elements waren in Dubna im Rahmen einer Zusammenarbeit des Vereinigten Instituts für Kernforschung und des Lawrence Livermore National Laboratory durch Beschuss von Californium mit Calcium-Ionen hergestellt worden. Identifizieren konnte man sie über ihre Alphazerfalls-Produkte.
Die Synthese erfolgte per:
{\displaystyle \mathrm {{}_{\,98}^{249}Cf+{}_{20}^{48}Ca\ \rightarrow \ {}_{118}^{294}Og+3\ _{0}^{1}n} }

## Namensgebung
Zunächst trug das Element den systematischen Namen Ununoctium (chemisches Symbol Uuo). Nach Meldungen planten die Entdecker, den Namen Moskowium für das neue Element vorzuschlagen, der dann von der IUPAC hätte bestätigt werden müssen. In den Medien wurde diese Bezeichnung bereits teilweise verwendet. Die amerikanische Gruppe um Ninov hatte zunächst zur Ehrung ihres Kollegen Albert Ghiorso, der entscheidend an der Entdeckung der Elemente 95 bis 106 beteiligt war, den Namen Ghiorsium, vorgesehen. Der Vorschlag wurde nach Ablehnung der Forschungsergebnisse jedoch obsolet.
Am 30. Dezember 2015 wurde die Entdeckung des Elements von der IUPAC offiziell anerkannt und dem Joint-Venture das Recht auf Namensgebung zugesprochen. Am 8. Juni 2016 gab die IUPAC bekannt, dass für das Element der Name Oganesson (Og) nach dem wissenschaftlichen Leiter des russischen Instituts und Mitentdecker des Elements Juri Z. Oganesjan vorgeschlagen wurde; eine Widerspruchsfrist dazu endete am 8. November 2016. Am 30. November 2016 wurde die offizielle Benennung von Oganesson bekannt gegeben. Mit Moscovium (Mc) wurde gleichzeitig das Element 115 benannt.
Die Endung -on wurde in Analogie zu den Namen der fünf im Periodensystem darüber anschließenden Edelgase gewählt. Helium, ganz oben in der Spalte, bildet die Ausnahme.

## Eigenschaften
Oganesson ist radioaktiv und sein einziges bekanntes Isotop Og-294 ist mit einer Halbwertszeit von 0,89 ms sehr kurzlebig. Durch Alphazerfall zerfällt es in das Element Livermorium, das in Millisekunden weiter zerfällt. Es zählt zu den Transactinoiden.
Es wird vermutet, dass eine etwaige Elektronenkonfiguration in der äußeren Schale ein komplettes Elektronenoktett hat, weshalb Oganesson chemisch der Gruppe der Edelgase zugeordnet wird. Es ist aber unklar, ob sich während der kurzen Lebensdauer des Atomkerne überhaupt eine stabile Elektronenkonfiguration ausbildet. Chemische Eigenschaften sind deshalb unbekannt und möglicherweise nicht definierbar. Das Element wurde bisher nur indirekt anhand seiner typischen Zerfallsprodukte nachgewiesen. 
Der Aggregatzustand von Oganesson ist undefiniert bzw. unbekannt, da nicht hinreichend viele Atome für die Bildung flüssiger oder gar fester Strukturen erzeugt werden können oder konnten. Oganesson liegt im Periodensystem auf der diagonalen Grenze zu den Halbmetallen. Das Halogen Astat, das ebenfalls auf dieser Diagonalen liegt, hat einen festen Aggregatzustand und ist vom Aussehen her eher metallisch.
Das bisher einzig bekannte Isotop 294Og hat wie 294Ts die höchste experimentell nachgewiesene Massenzahl.

### Berechnete atomare und physikalische Eigenschaften
Auf Grund relativistischer Effekte verhält sich Oganesson möglicherweise nicht wie ein Edelgas; diese Eigenschaft wird hingegen eher von Copernicium (Element 112) erwartet. Andererseits verhält sich Copernicium chemisch ähnlich wie Quecksilber.
Oganesson besitzt als einziges Gruppe-18-Element eine positive Elektronenaffinität und wäre damit chemisch reaktiv. Weiterhin tritt im Oganesson-Atom eine außerordentlich starke Spin-Bahn-Kopplung auf (beim 7p-Valenzorbital mehr als 10 eV), die zu einem Verlust der äußeren Elektronenschalenstruktur führt. Dies wiederum bewirkt, dass die äußeren Elektronen von Oganesson eher an ein uniformes Elektronengas (Fermi-Gas) erinnern; dies lässt eine extrem hohe Polarisierbarkeit und einen hohen Schmelzpunkt erwarten. Weiterhin wurde berechnet, dass kristallines Oganesson eine sehr kleine Bandlücke von lediglich 1,0–1,5 eV aufweisen sollte und damit im Gegensatz zu allen anderen Edelgaskristallen ein Halbleiter ist.